# Vườn sao băng (phim truyền hình 2018)
Vườn sao băng (tiếng Trung: 流星花園 (Lưu tinh hoa viên)/ Liúxīng Huāyuán) là một bộ phim truyền hình Trung Quốc năm 2018 với sự góp mặt của Thẩm Nguyệt, Vương Hạc Đệ, Trần Quan Hồng, Lương Tĩnh Khang và Ngô Hi Trạch. Phim dự theo tập truyện manga thuộc thể loại (tiếng Nhật) Shōjo, Con nhà giàu (花より男子 Hana Yori Dango), được viết bởi Yoko Kamio. Bộ phim được sản xuất bởi Sài Trí Bình và đạo diễn bởi Lâm Hợp Long.
Việc remake được phát sóng đầu tiên tại Trung Quốc trên truyền hình Hồ Nam, sau đó được phát sóng sau khi phát sóng cho người dùng VIP của kênh truyền hình Mango của Hồ Nam. Luồng sau đó được cung cấp cho mọi người trong ngày sau đó. Hai tập phim được phát hành mỗi ngày từ thứ Hai đến thứ Tư, gồm có 50 tập.
Bộ phim là một phiên bản remake của bộ phim Vườn Sao Băng Đài Loan năm 2001.

## Nội dung
Bộ phim Vườn Sao Băng 2018 là phiên bản mới của Vườn Sao Băng từng làm mưa làm gió khắp châu Á. Nhân vật chính Đổng Sam Thái là một cô gái bình thường nhưng rất lạc quan và kiên cường, trong lòng luôn ấp ủ ước mơ phát triển sự nghiệp kinh doanh nhà ăn của gia đình. Sam Thái cố gắng thi vào khoa Dinh dưỡng Học viện Minh Đức - trường Đại học trong mơ của mọi người, bắt đầu hành trình theo đuổi ước mơ. Không ngờ số phận đưa đẩy, khiến cô đắc tội với thủ lĩnh nhóm F4, Đạo Minh Tự – nhân vật quyền lực nhất trường và vì thế, cuộc sống yên bình của cô bị xáo trộn hoàn toàn. F4 của Học viện Minh Đức gồm bốn nam sinh vô cùng đẹp trai, đa tài là Đạo Minh Tự, Hoa Trạch Loại, Phùng Mỹ Tác và Tây Môn Ngạn. Bọn họ đều là nam thần trong giới chơi bài được nhiều sinh viên trong trường vô cùng mến mộ. Sam Thái lại không nghĩ vậy, sau khi có xích mích với Đạo Minh Tự, cô đã phải đối mặt với sự thù ghét của cả trường. Nhưng với tính cách kiên cường như nhánh cỏ dại, Sam Thái vẫn mạnh mẽ đấu tranh đến cùng. Những hành động này đã khiến Đạo Minh Tự phải nhìn cô bằng con mắt khác, trong lòng nảy sinh tình cảm, sau đó theo đuổi cô một cách điên cuồng. Tuy nhiên, Sam Thái đã sớm có cảm tình với anh chàng dịu dàng và ấm áp Hoa Trạch Loại. Sau đó, nhiều chuyện xảy ra khiến Sam Thái hiểu rõ được tình cảm của chính mình và bị cảm động trước trái tim của Đạo Minh Tự, trái tim của hai người ngày càng gần nhau hơn.

## Phân vai

### Diễn viên chính
| Diễn Viên        | Vai diễn       | Giới thiệu |
| ---------------- | -------------- | --- |
| Thẩm Nguyệt      | Đổng Sam Thái  | Với "tinh thần cỏ dại" cô chuyển đến Đại học Minh Đức nhưng không thể hòa hợp với các bạn học. Bởi vì Sam Thái không thích tính cách ngang ngược, dáng vẻ ngông cuồng của Đạo Minh Tự, cô đã có một cuộc xích mích với anh, kể từ đó, Đạo Minh Tự thường xuyên trêu ghẹo Sam Thái. |
| Vương Hạc Đệ     | Đạo Minh Tự    | Đẹp trai rực rỡ như ánh mặt trời, con nhà giàu, phú nhị đại chính hiệu. Tại Đại học Minh Đức, vì xích mích với Sam Thái, kể từ đó Đạo Minh Tự thường xuyên trêu ghẹo Sam Thái. |
| Trần Quan Hồng   | Hoa Trạch Loại | Giống như Đạo Minh Tự xuất thân từ gia đình giàu có. Bởi vì Sam Thái có xích mích với Đạo Minh Tự mà luôn rơi tình huống xấu, nhưng mỗi lần nguy cấp Hoa Trạch Loại sẽ xuất hiện giúp đỡ Sam Thái giải nguy.                                                                       |
| Lương Tĩnh Khang | Phùng Mỹ Tác   | Cùng Đạo Minh Tự, Hoa Trạch Loại và Tây Môn Ngạn là thành viên F4 của Đại học Minh Đức. |
| Ngô Hi Trạch     | Tây Môn Ngạn   | Một trong những thành viên F4 của Đại học Minh Đức. |

### Diễn viên phụ
- Tôn Y Hàm vai Đằng Đường Tịnh
- Lệ Gia Kỳ vai Tưởng Tiểu Ưu
- Lưu Doãn Hạo vai Trần Thanh Hòa
- Đổng Hinh vai Lý Chân
- Lâm Bằng vai Đổng Đại Niên (bố của Đổng Sam Thái)
- Trương Lị vai mẹ của Đổng Sam Thái
- Từ Hy Đệ vai Đạo Minh Trang (chị gái của Đạo Minh Tự)
- Vương Lâm vai Đạo Minh Phong (mẹ của Đạo Minh Tự)
- An Tử Y vai Lý Tâm Huệ
- Vương Tử Trinh vai Giang Bách Hợp
- Blake Abbie vai Thomas
- Vương Nhuận Trạch vai Điền Dã
- Lưu Ngụy vai Chu Thái Na
- Tôn Thiên vai Hà Nguyên Tư
- Dương Quang vai Thím Ngọc

### Khách mời
- Quách Thái Khiết vai Quách Thái Khiết (tập 1)
- Vương Nguyệt vai Nguyệt tỷ (tập 11, 40, 42)
- Thang Tinh Mị vai Thang Tinh Mị (tập 13-14)
- Lý Tuyền vai Lý Tuyền (tập 25)
- Dữu Trùng Khánh vai Tiểu Cáp (tập 50)

## Sản xuất
Vào tháng 4 năm 2017, Sài Trí Bình đã công bố bản remake của Vườn Sao Băng mà bà đã sản xuất vào năm 2001. Trước khi có thông báo, Từ Hy Viên đã ám chỉ tin này trên tài khoản Weibo của cô. Sài Trí Bình lên kế hoạch làm cho bản làm lại trở thành "sát nguyên tác hơn và hào nhoáng hơn của bộ truyện". Bộ phim có ngân sách 720 triệu Tân Đài Tệ (khoảng 24 triệu đô la Mỹ) với 15 triệu đô mỗi tập, cao gấp ba mươi lần so với bản gốc.
Cuộc kêu gọi casting đã được công bố trên phương tiện truyền thông xã hội vào ngày 21 tháng 6 năm 2017 với video và chủ đề, "#TìmkiếmF4#". Vào ngày 7 tháng 11 năm 2017, các diễn viên diễn F4 đã được tiết lộ, cụ thể là Vương Hạc Đệ (Đạo Minh Tự), Trần Quan Hồng (Hoa Trạch Loại), Lương Tĩnh Khang (Phùng Mỹ Tác), và Ngô Hi Trạch (Tây Môn Ngạn). Thẩm Nguyệt vai Đồng Sam Thái đã được công bố tại cuộc họp báo tại Thượng Hải vào ngày 9 tháng 11 năm 2017.
Vào tháng 2 năm 2018, thông báo rằng đạo diễn đã được đổi từ Hứa Phú Cường thành Lâm Hợp Long.

## Nhạc phim

### Nhạc phim
| STT | Nhan đề                           | Ca sĩ            | Thời lượng |
| --- | --------------------------------- | ---------------- | ---------- |
| 1.  | "For You" (Opening song)          | F4               | 03:30      |
| 2.  | "Tình Yêu, Tồn Tại" (Ending song) | Ngụy Kỳ Kỳ       | 04:46      |
| 3.  | "Tạo Ra Hồi Ức"                   | F4               | 05:13      |
| 4.  | "Nhớ Em Đến Điên Rồi"             | Ngô Hi Trạch     | 05:00      |
| 5.  | "Nhớ Anh Đến Điên Rồi"            | Cao Tuyển Nhã    | 04:11      |
| 6.  | "Chưa Bao Giờ Nghĩ Đến"           | F4               | 03:41      |
| 7.  | "Không Cần Suy Nghĩ"              | Vương Hạc Đệ     | 04:08      |
| 8.  | "Phía Sau Đóa Hoa Dịu Dàng"       | Trần Quan Hồng   | 03:52      |
| 9.  | "Sao Trời Đếm Sao Băng"           | Lương Tĩnh Khang | 03:28      |
| 10. | "Vô Cùng Quan Trọng"              | Vương Hạc Đệ     | 02:49      |

### Track
| STT | Nhan đề                         | Ca sĩ                                 | Thời lượng |
| --- | ------------------------------- | ------------------------------------- | ---------- |
| 1.  | "Mưa Sao Băng"                  | F4                                    | 04:30      |
| 2.  | "Tình Phi Đắc Dĩ"               | Dữu Trùng Khánh                       | 04:34      |
| 3.  | "Tình Yêu Mà Anh Muốn"          | Đới Bội Ni                            | 04:02      |
| 4.  | "Chờ Một Người"                 | Lâm Tâm Di                            | 04:17      |
| 5.  | "Anyone Of Us" (Stupid Mistake) | Gareth Gates                          | 03:51      |
| 6.  | "Say Something"                 | A Great Big World, Christina Aguilera | 03:52      |
| 7.  | "River"                         | Bishop Briggs                         | 03:36      |

## Phát sóng quốc tế
Bên cạnh Indonesia, Thái Lan và Philippines, chương trình sẽ phát sóng dưới dạng độc quyền Netflix theo thể loại Netflix Originals và bắt đầu phát trực tuyến vào ngày 13 tháng 7 năm 2018.
Tại Philippines, bộ phim đã được chọn bởi ABS-CBN và nó được công chiếu vào ngày 20 tháng 8 năm 2018 thay thế cho The Blood Sisters. Ở Indonesia, đài truyền hình SCTV có quyền phát sóng chương trình, tuy nhiên Viu có quyền phát trực tiếp chương trình và chương trình phát sóng trên Viu vào ngày 16 tháng 7 năm 2018.

## Xếp hạng

### Rating
Trong bảng dưới, các con số màu xanh đại diện cho chỉ số xếp hạng thấp nhất và con số màu đỏ đại diện cho chỉ số xếp hạng cao nhất và màu xanh lá đại diện cho tổng chỉ số xếp hạng phim.
| Tập phim   | Ngày phát sóng           | CSM52  | CSM52    | CSM52    | CSM quốc gia | CSM quốc gia | CSM quốc gia |
| Tập phim   | Ngày phát sóng           | Rating | Thị phần | Xếp hạng | Rating       | Thị phần     | Xếp hạng     |
| ---------- | ------------------------ | ------ | -------- | -------- | ------------ | ------------ | ------------ |
| 1-2        | Ngày 9 tháng 7 năm 2018  | 1.126  | 8.04     | 4        | 1.11         | 9.68         | 3            |
| 3-4        | Ngày 10 tháng 7 năm 2018 | 1.032  | 7.023    | 4        | 1.11         | 9.03         | 4            |
| 5-6        | Ngày 11 tháng 7 năm 2018 | 0.991  | 6.731    | 5        | 1.12         | 8.85         | 4            |
| 7-8        | Ngày 16 tháng 7 năm 2018 | 0.931  | 7.045    | 6        | 1.1          | 9.77         | 3            |
| 9-10       | Ngày 17 tháng 7 năm 2018 | 0.919  | 6.803    | 8        | 1.12         | 9.57         | 4            |
| 11-12      | Ngày 18 tháng 7 năm 2018 | 0.983  | 7.254    | 8        | 0.97         | 8.71         | 4            |
| 13-14      | Ngày 19 tháng 7 năm 2018 | 0.922  | 6.42     | 9        | 1.12         | 9.24         | 4            |
| 15-16      | Ngày 23 tháng 7 năm 2018 | 0.861  | 6.726    | 9        | 0.97         | 9.07         | 5            |
| 17-18      | Ngày 24 tháng 7 năm 2018 | 0.893  | 6.571    | 8        | 1.09         | 9.76         | 4            |
| 19-20      | Ngày 25 tháng 7 năm 2018 | 0.969  | 7.042    | 8        | 0.99         | 8.6          | 4            |
| 21-22      | Ngày 30 tháng 7 năm 2018 | 0.916  | 6.876    | 6        | 1            | 8.92         | 4            |
| 23-24      | Ngày 31 tháng 7 năm 2018 | 0.914  | 6.792    | 5        | 1.09         | 9.31         | 4            |
| 25-26      | Ngày 1 tháng 8 năm 2018  | 0.872  | 6.584    | 6        | 0.81         | 7.21         | 5            |
| 27-28      | Ngày 6 tháng 8 năm 2018  | 0.824  | 6.46     | 7        | 0.89         | 8.07         | 4            |
| 29-30      | Ngày 7 tháng 8 năm 2018  | 0.781  | 6.058    | 7        | 0.92         | 7.92         | 4            |
| 31-32      | Ngày 8 tháng 8 năm 2018  | 0.72   | 6.027    | 6        | 0.97         | 8.61         | 4            |
| 33-34      | Ngày 13 tháng 8 năm 2018 | 0.756  | 5.808    | 7        | 0.84         | 7.59         | 5            |
| 35-36      | Ngày 14 tháng 8 năm 2018 | 0.749  | 5.771    | 5        | 0.78         | 7.22         | 4            |
| 37-38      | Ngày 15 tháng 8 năm 2018 | 0.669  | 5.325    | 6        | 0.72         | 6.66         | 4            |
| 39-40      | Ngày 20 tháng 8 năm 2018 | 0.751  | 5.879    | 3        | 0.77         | 7.31         | 3            |
| 41-42      | Ngày 21 tháng 8 năm 2018 | 0.709  | 5.595    | 3        | 0.69         | 6.33         | 3            |
| 43-44      | Ngày 22 tháng 8 năm 2018 | 0.592  | 4.336    | 7        | 0.57         | 5.1          | 5            |
| 45-46      | Ngày 27 tháng 8 năm 2018 | 0.713  | 5.694    | 4        | 0.61         | 6.09         | 3            |
| 47-48      | Ngày 28 tháng 8 năm 2018 | 0.586  | 4.658    | 8        | 0.6          | 5.95         | 4            |
| 49-50      | Ngày 29 tháng 8 năm 2018 | 0.707  | 5.554    | 5        | 0.6          | 5.7          | 4            |
| Trung bình | Trung bình               | 0.841  | 6.32     | —        | 0.9          | 8            | —            |

## Hoạt động tuyên truyền
| Ngày phát sóng           | Hoạt động                | Diễn viên tham gia                                                                  |
| ------------------------ | ------------------------ | ----------------------------------------------------------------------------------- |
| Ngày 29 tháng 4 năm 2018 | Happy Camp               | Thẩm Nguyệt                                                                         |
| Ngày 26 tháng 5 năm 2018 | Happy Camp               | Thẩm Nguyệt, Vương Hạc Đệ, Trần Quan Hồng, Lương Tĩnh Khang, Ngô Hi Trạch           |
| Ngày 15 tháng 6 năm 2018 | Hướng về cuộc sống 2     | Thẩm Nguyệt                                                                         |
| Ngày 24 tháng 6 năm 2018 | Nhạc hội tốt nghiệp      | Thẩm Nguyệt                                                                         |
| Ngày 8 tháng 7 năm 2018  | Thiên thiên hướng thượng | Thẩm Nguyệt, Vương Hạc Đệ, Trần Quan Hồng, Lương Tĩnh Khang, Ngô Hi Trạch           |
| Ngày 14 tháng 7 năm 2018 | Happy Camp               | Vương Hạc Đệ, Trần Quan Hồng                                                        |
| Ngày 28 tháng 7 năm 2018 | Happy Camp               | Lương Tĩnh Khang                                                                    |
| Ngày 11 tháng 8 năm 2018 | Happy Camp               | Vương Hạc Đệ, Trần Quan Hồng, Lương Tĩnh Khang, Ngô Hi Trạch                        |
| Ngày 12 tháng 8 năm 2018 | Thiên thiên hướng thượng | Vương Hạc Đệ, Trần Quan Hồng, Ngô Hi Trạch                                          |
| Ngày 19 tháng 8 năm 2018 | Ma thuật điên cuồng      | Vương Hạc Đệ, Trần Quan Hồng, Lương Tĩnh Khang, Ngô Hi Trạch, Đổng Hinh, Đỗ Thấm Di |
| Ngày 24 tháng 8 năm 2018 | Huyễn nhạc chi thành     | Thẩm Nguyệt, Vương Hạc Đệ, Trần Quan Hồng, Lương Tĩnh Khang, Ngô Hi Trạch           |

## Tranh cãi

### Vấn đề lồng tiếng
Vào ngày 14 tháng 5 năm 2018, nhà sản xuất đã phát hành trailer đầu tiên, gây ra nhiều tranh cãi do việc sử dụng lồng tiếng. Cư dân mạng đã tin nhắn yêu cầu nhà sản xuất khôi phục âm thanh gốc. Đối với cuộc tranh cãi của cư dân mạng, diễn viên lồng tiếng nói: "Đây là yêu cầu của nhà sản xuất. Một số nồi, giáo viên lồng tiếng thì không."